# Diapsida
Diapsida é um grupo de répteis terrestres que inclui os lagartos, tuataras, crocodilos e aves; além de inúmeras ordens de répteis pré-históricos incluindo dinossauros, pterossauros, plesiossauros, notossauros, rincossauros, prolacertiformes e aetossauros.
Possuem esse nome por possuirem duas aberturas na região temporal do crânio, ao contrário dos Synapsida (à qual pertencem os mamíferos), que possuem apenas uma fenestra temporal.

## Classificação
Consideram-se dentro do grupo Diapsida (que não é geralmente considerado uma classe, mas por alguns cientistas, uma subclasse da classe Sauropsida) as seguintes ordens:
- Araeoscelidia †
- Avicephala †
- Thalattosauria †
- Younginiformes †
- Ichthyopterygia (ictiossauros) †
- Lepidosauromorpha
  - Eolacertilia †
  - Lepidosauria
    - Sphenodontia (tuatara)
    - Squamata (lagartos e cobras)

  - Sauropterygia †
    - Placodontia †
    - Nothosauroidea †
    - Plesiosauria †
- Archosauromorpha
  - Aetosauria †
  - Choristodera †
  - Phytosauria †
  - Prolacertiformes †
  - Pterosauria †
  - Rauisuchia †
  - Rhynchosauria †
  - Trilophosauria †
  - Crocodylomorpha (crocodilos)
  - Dinosauria (dinossauros, incluindo aves)

A filogenia destes animais implica, entretanto, uma divisão mais complexa, como se pode ver no projeto Tree of Life (link abaixo).

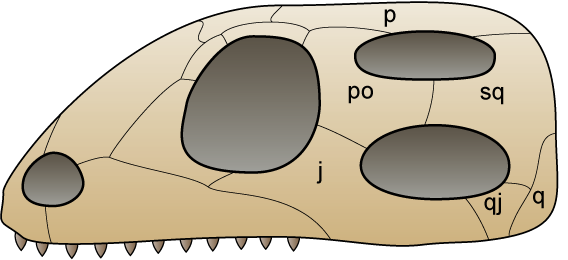
Crânio diápsido